# Selachophidium
Selachophidium is een monotypisch geslacht van straalvinnige vissen uit de familie van naaldvissen (Ophidiidae).

## Soort
- Selachophidium guentheri (Jordan & Fowler, 1902)